# 幣原喜重郎
幣原喜重郎男爵（日语：幣原 喜重郎/しではら きじゅうろう，1872年9月13日—1951年3月10日），日本政治人物、外交家，第44任內閣總理大臣，歷任日本駐荷蘭大使、外務次官、外務大臣、眾議院議長等職。

## 生平
幣原喜重郎出身於大阪府門真一番村（今門真市）的富農家庭，父亲原姓市川，入赘改姓币原。東京帝國大學法學部畢業。畢業後進入日本農商務省，但1896年通過外交官考試後，改至外務省任職。陸續服務於日本駐英大使館、駐美大使館及駐安特衛普領館，後出使荷蘭。1915年，成為外務次官。1919年，出任駐美大使。 1921年，擔任日本全權代表出席華盛頓會議。

### 幣原外交
1924年，在加藤高明内阁中担任外相，開啟與軍部擴軍自主的田中外交路線相左的“币原外交”，积极主张在仅维护日本基本权利与特权前提下对华让利，主張對英美採用協調路線，招来国内强硬派和军方不满。九一八事变后，因军部强硬派占上风，币原被迫下台，而币原外交也因而终结。終戰以前，币原不得重用。

### 終戰
1945年10月9日，接替東久邇宮內閣，就任内阁总理大臣，领导日军复员工作。1945年10月11日，拜訪麥克阿瑟，展開根據波茲坦宣言的憲法改正及民主化工作。
1946年，戰後第一次總選舉，日本自由黨成為第一大黨，交棒給第一屆吉田內閣。雖被倒閣，但幣原仍出任吉田內閣的國務大臣，兼任復員廳總裁。
1947年，當選眾議員，出任日本進步黨主席。 雖參與民主黨成立，但幣原及其同黨為其黨內右派。幣原派隨後加入民主自由黨，而幣原也隨後出任眾議院議長。
1951年3月，在众议院议长任上与世长辞。

## 家族
其兄幣原德治郎（幣原坦）為臺北帝國大學（今臺灣大學）首任校長。喜重郎之妻雅子是三菱財閥的創始人岩崎彌太郎的四女。

## 註腳
1. ↑  此时为大日本帝国，天皇握有实权，首相根据天皇意旨行政。
2. 1 2 3  . kotobank （日语）.
3. ↑  . www.marxists.org.   [2024-12-01]. （原始内容存档于2024-10-09）.
4. ↑  .   [2023-07-25]. （原始内容存档于2023-01-02）.
5. ↑  幣原首相に人権確保の五大改革要求（昭和20年10月13日 朝日新聞）『昭和ニュース辞典第8巻 昭和17年/昭和20年』p357
6. ↑  , 衆議院事務局: 366, 1948  [2023-07-25], （原始内容存档于2023-07-25）
7. ↑  .   [2023-07-25]. （原始内容存档于2023-01-02）.